# Hans Pesser
Hans Pesser (7 de novembre de 1911 - 12 d'agost de 1986) fou un futbolista alemany. Va formar part de l'equip alemany a la Copa del Món de 1938.